# Mentos

Logo

Mentos – popularna marka cukierków (dropsów), produkowana przez firmę Perfetti Van Melle Corporation. Mentosy zostały po raz pierwszy wyprodukowane w latach 50. XX wieku w Holandii. Są małe, o owalnym i płaskim kształcie, z twardą otoczką i miękkim, słodkim nadzieniem. Sprzedawane w papierowych tubkach. Tradycyjne odmiany zawierają 14 mentosów, „Sour Mix” flavor – 11.
Obecnie cukierki występują w wielu smakach, m.in. o smaku mięty, silnej mięty, delikatnej mięty, czerwonej pomarańczy, winogron, limonki, kwaśnych cytrusów, owocowym.